# Perrito vegetal

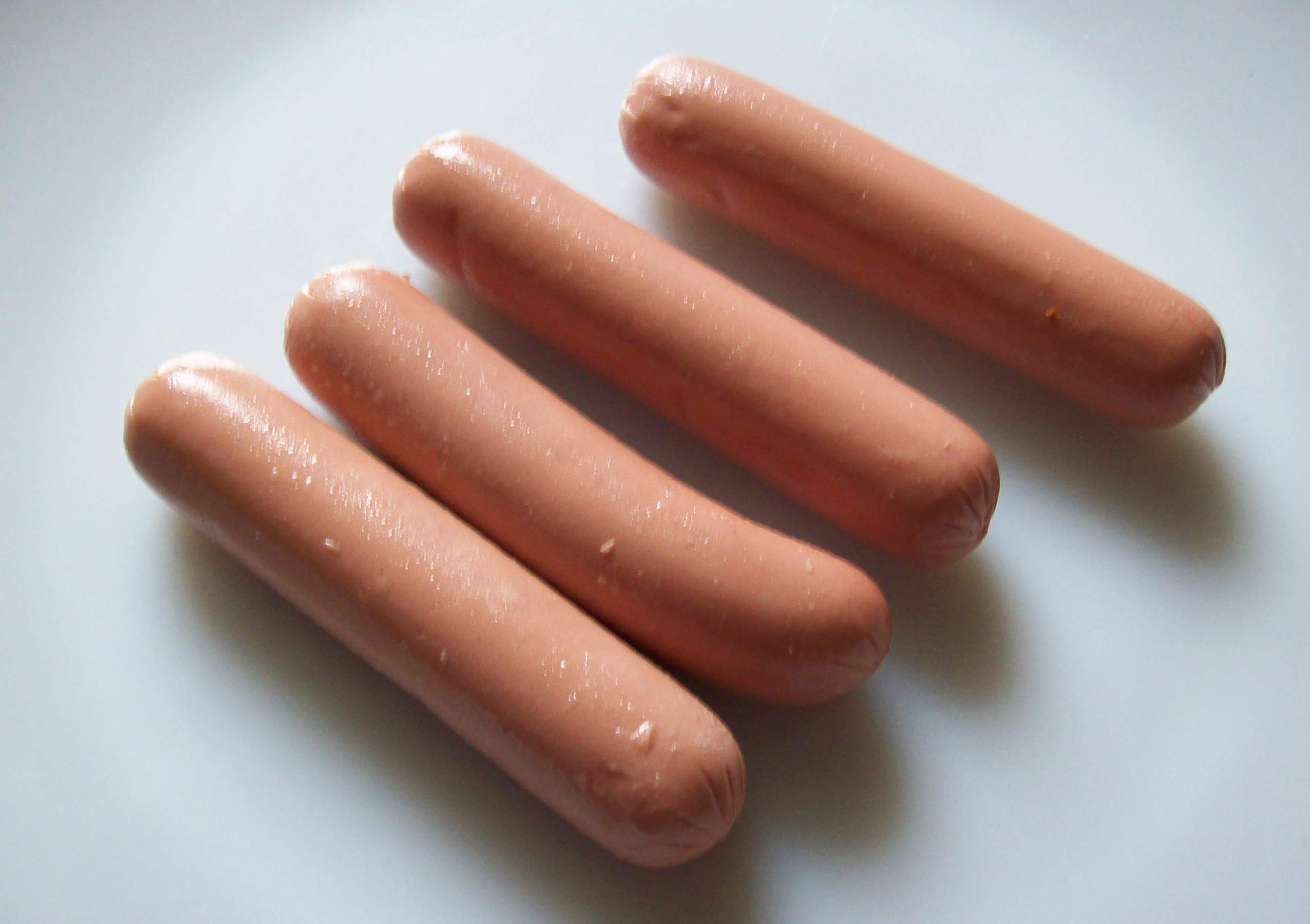
Perritos vegetales de Alemania.

Un perrito vegetal o vegetariano es aquel perrito caliente producido completamente con productos no cárnicos, normalmente algún tipo de proteína de soja, aunque también los hay a base de tofu. Algunos contienen clara de huevo, lo que los hace inaceptables para los veganos. Como los perritos cárnicos, los vegetales contienen poca fibra. Los perritos realizados con algún tipo de soja están basados en el valor nutritivo de la proteína de soja.

## Características
Los perritos vegetales son consumidos a veces por personas no vegetarianas gracias su menor contenido graso, calórico y de colesterol (respecto a los perritos calientes cárnicos). A diferencia de las salchichas de carne caseras, la tripa no se hace de intestino sino de ingredientes sintéticos.
La historia del perrito vegetal no está clara, pero Worthington Foods afirma que sus Veja-Link meatless wieners fueron los primeros perritos vegetales del mundo en 1949.